# Stijgende boog

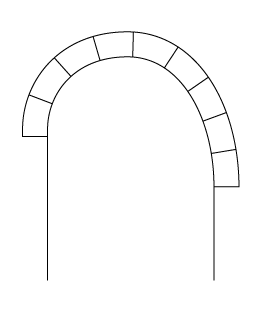
Stijgende boog

Een stijgende boog is in de architectuur een boog die qua vorm niet symmetrisch verloopt.
Karakteristiek aan de stijgende boog zijn de ongelijke zogeheten geboorten. De punten waar de loodrechte kant van de muur of kolom overgaat in de boog liggen dan niet op dezelfde hoogte. De ellipsboog en korfboog zijn boogvormen die als stijgende boog in baksteen kunnen zijn uitgevoerd. Stijgende bogen kunnen bij kerkgebouwen als luchtbogen zijn toegepast om spatkrachten te verwerken.

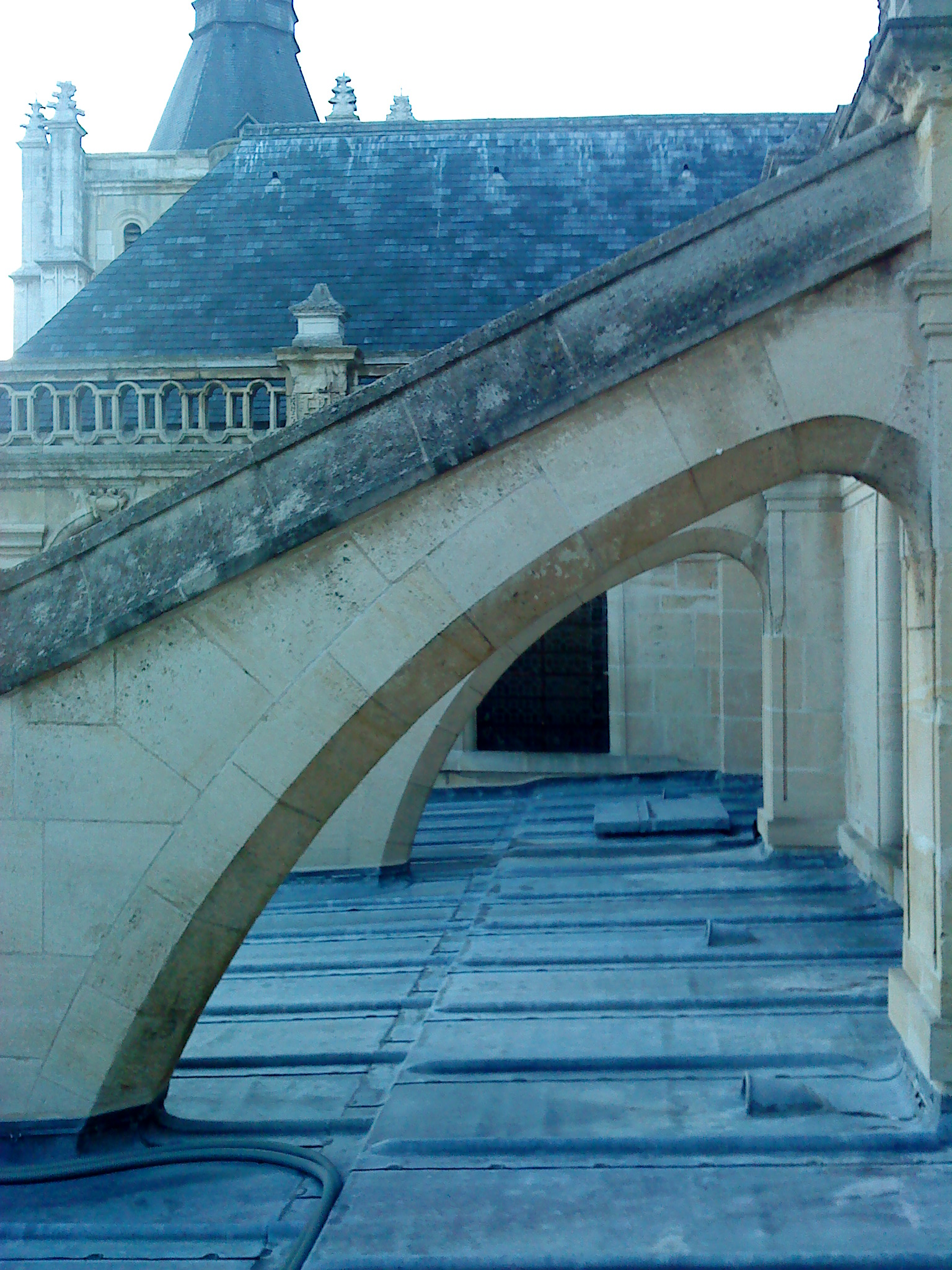
Luchtbogen van een Franse kathedraal.